# Stadhuis van Sloten
Het Stadhuis van Sloten is gebouwd in 1759 en tot de gemeentelijke herindeling in 1984 in functie geweest. Tegenwoordig is in het gebouw Museum Sloten gevestigd. De zolder is gewijd aan de geschiedenis van de stad; de eerste verdieping herbergt de belangrijke collecte toverlantaarns van Peter Bonnet.

## Het gebouw
Het stadhuis werd gebouwd in classicistische stijl in het jaar 1759 op de plaats van een ouder stadhuis, en heeft dienst gedaan tot 1984, toen door de gemeentelijke herindeling op 1 januari 1984 de gemeente Sloten opging in de nieuwe gemeente Gaasterlân-Sleat. Het enige dat qua functie nog aan die tijd herinnert, is dat het nog altijd een officiële trouwlocatie van de gemeente is.
Het gebouw is drie traveeën breed. Het heeft een volledige verdieping onder een dwarsdak tussen topgevels met een topschoorsteen waarop een schoorsteenbord is geplaatst. De voorgevel en de zuidelijke zijgevels zijn gebouwd met bruinrode mangaansteen met dunne kalkmortelvoegen. De meer ingebouwde noordelijke zijgevel is opgetrokken uit rode baksteen. 

## Stucwerk

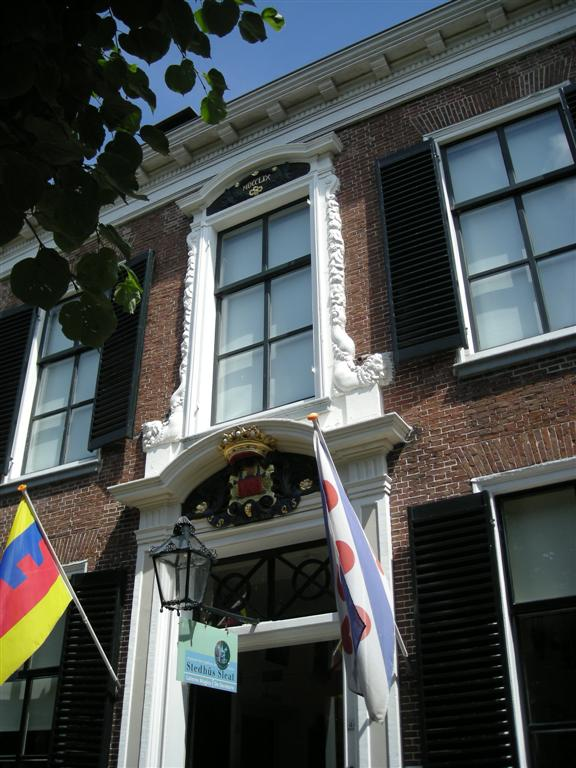

Bijzonder is het stucwerk in Lodewijk XVI-stijl dat in 1791 is aangebracht door Johan Bernard Logeman (1748-1814). Logeman was afkomstig uit Waardenburg in het Graafschap Oldenburg, maar leerde ‘het gipsen’ in Holland. Logeman was dus een stucwerker, iemand die van stuc – een snel hardend mengsel van gips, marmerpoeder en lijmwater – wand- en plafonddecoraties kon maken. Toen hij nog maar 26 jaar was, vestigde hij zich in Groningen, en doordat juist in de 18e eeuw onder Franse invloed de interieurkunst populair werd, had hij werk genoeg, en veel van zijn werk is in het Noorden van Nederland te bewonderen: menig rijke koopman liet zijn balkenplafond wegwerken achter gladde stucplafonds met sierlijke ornamenten. Logeman werd in zijn Hollandse leerperiode (van 1765 tot 1775) ingewijd in de vormentaal die toen in de mode was: het rococo met zijn zwierige decoraties. Toch is zijn eigen werk heel anders: hij volgt de nieuwe mode van het strakkere neoclassicisme met zijn motieven uit de Klassieke Oudheid. (Bron: Johan de Haan (2005), Stucwerk van Johan Bernhard Logeman (1748-1814). In: Hervonden Stad 2005. Groningen: Stichting Monument en materiaal, p. 133-140. Het volledige artikel kan hier online gelezen worden.) 